# VITAセクスアリス
『VITAセクスアリス』（ヴィータセクスアリス）は、原作：樋口達人・吉野弘幸、作画：佐藤健悦による日本の漫画作品。キャラクターデザイン・メカデザインは駒都えーじ。
『チャンピオンRED いちご』（秋田書店）2007年3号から連載を開始し、2013年38号にて終了。

## 概要
『チャンピオンRED いちご』2号で連載紹介の予告編が掲載され、3号より正式連載開始された。主人公の少年と防具を身につけた美少女達が怪物と戦う物語の中に、ハーレムもののラブコメ要素も盛り入れた作品。連載開始時のあおりは「近未来を舞台に発展途上のスーパーヒロインたちが大あばれ!!」。
話数カウントは「VITA○」。サブタイトルには基本的に「彼女」が入る。
なお、森鷗外の小説『ヰタ・セクスアリス』と直接の関係はない。

## あらすじ
西暦20XX年、突如発生した「ナノマシン・ハザード」と呼ばれる災厄により東京は壊滅した。その災禍から14年後、爆心地跡から現れた怪物ERRORS（エラーズ）を倒すべく、ひそかに開発されたVITA（ヴィータ）ユニットを装着して戦うことになった少年少女達の運命や如何に。

## 主な登場人物
声優は2010年5月号付録ドラマCDのもの。

### VITAユニット使用者
深鏡 志楼（みかがみ しろう）
声 - 松元恵
主人公。聖リデル学園中等部3年に転入することになった15歳の少年。
「カンパニー」の少年兵で、命令でVITAユニットを指定された地点で将校に渡す任務に着いていたが、合流地点に現れたERRORSにより将校の部隊が壊滅し、居合わせた民間人達も被害に遭うのを見て、独断でユニットを起動し真央と合体。以後、真央らとともに戦いに巻き込まれることになる。
アリスと合体したときは志楼の肉体は一時的に原子分解されて精神だけがアリスの肉体に一体化し、オペレーターとしてアリスの戦いをサポートする。
中性的な顔立ちで作中女装をされたことがあり、また巨大な陰茎の持ち主でもある。
天音 真央（あまね まお）
声 - 花澤香菜
VITAユニットを装着して志楼と合体し、適合者（アリス）第1号となった15歳の少女。そのまま聖リデル学園中等部3年に転入することになる。
成績優秀でスポーツ万能だが自尊心も高く、自らを「真央帝国初代皇帝」と称して、志楼や学園を支配すると宣言する。趣味は特撮映画鑑賞で、特に昭和時代の日本特撮映画がお気に入り。
わがままな性格だが人の上に立つためには自分が誰よりも優れている必要があるとして自身の努力も怠らない。「真央帝国憲法」が自らの行動規範である。
なお、高所恐怖症でもある。
シュトルム・ユニット
「Alice-1」天音真央が装着するVITAユニット。空中飛行能力を持ち、主に空中戦及び剣を使った接近戦主体の形態。真央の高所恐怖症も合体時のみ解消される。
ユニットの2枚のウイングが変形し刃に胸部分が柄に変形した武器「天空剣（てんくうけん）」を使い、体の中に入ったオペレーター志楼の指示を受けてERRORSと戦う。
天空Vの字斬り（てんくうぶいのじぎり）
天空剣を用いた必殺技。元ネタはこちら。
神楽 珠輝（かぐら たまき）
声 - 能登麻美子
聖リデル学園中等部3年の15歳の女生徒で生徒会長。VITAユニットで志楼と合体し、適合者（アリス）2号となる。真央に匹敵する優秀な成績とスポーツ万能だが、性格は対照的にしとやかで学園の生徒達にも慕われている。
家に伝わる神楽流弓術（かぐらりゅうきゅうじゅつ）の使い手で、部活動でも弓道部に所属する。男性恐怖症だったが、志楼の強さと優しさに触れて彼を単なる戦闘パートナー以上の男性と認めアリスとして合体、以降は志楼を「旦那様」として夫婦を名乗る。
普段は優等生のイメージだが、内心は性的なことにも興味津々で、ひそかに志楼と一線を越える機会を窺っている。
後頭部をリボンでとめた長髪で、アリス達の中ではもっとも巨乳。
クヴェレ・ユニット
「Alice-2」神楽珠輝が装着するVITAユニット。空気中の水分を操り、水や冷気の技を使って攻撃だけでなく防御にも優れている。戦闘時はユニットの肩・胸部分が変形した弓「フェザーシューター」を武器とする長距離攻撃主体の形態で、空中飛行能力も持つ。
明鏡刺水閃（めいきょうしすいせん）
神楽弓術奥義。対象にエネルギーの矢を無数に放つ。決めゼリフは「お受けなさい愛（I）の裁きを！」。
必殺・明鏡止水陣「氷点華」（めいきょうしすいじん　ひょうてんか）
アクアシェルを展開後、水の運動エネルギーをゼロし脱出不可能な氷の牢獄と化す。決め台詞は「お受けなさい愛（I）の裁きをパートIII！」。
桜雲寺 奏（おううんじ かなで）
声 - 井口裕香
聖リデル学園初等部6年の12歳の女生徒。桜雲寺財閥13代目総帥の孫娘。14年前のハザードのために一度も会えないまま死んだ兄・響（ひびき）の面影を追い、それが高じて兄を蘇らせたい一心で黒魔術に傾倒し、志楼を魔術の生け贄にした。しかし、悪魔ならぬERRORSが出現して失敗。
足が不自由で自分では歩けず、車椅子か真琴の介助で動く。
志楼に兄の姿を重ねて見たことから打ち解け、ユニットで志楼と合体し適合者（アリス）3号となる。
志楼と打ち解けてからは「にぃにぃ」と呼んで慕うようになる。
「ドール・オブ・ビューティー」と言う「ゲーム」ではWR（ワールド・ランキング）1位「K」。
ガイア・ユニット
「Alice-3」桜雲寺奏が装着するVITAユニット。VITA形態中もっとも俊敏性に優れ、主に地上戦主体の形態。アリスになったときは自分の足で立つことができ、両足についたローラースケート状の車輪と、ユニットの胸部分が分離して両足先に装着される伸縮自在の刃「スタンピードカッター」を武器に、高速移動しながら戦う。また地上での高速戦向き形態ということを意識してか、ドリルを使った技も持っている。
薔薇薔薇回転蹴り（テリブルアクセル）
両足に装着したスタンピードカッターで、対象を八つ裂きにする。
鷹栖 秋帆（たかす あきほ）
声 - 桑谷夏子
聖リデル学園中等部2年の女生徒で、ツインテールの髪型の14歳。
生徒会書記で、珠輝をお姉さまとして熱烈に慕い、百合的感情まで持つ。志楼に対しては珠輝を巡って激しく敵対心を燃やすが、本来は正しい心の持ち主で、珠輝の偽者が現れたときに志楼へのわだかまりを捨てて彼を救うとともに偽珠輝を撃ち、適合者（アリス）4号となった。
アリスになってからは志楼に対してはツンデレな態度で接するようになった。貧乳（Aカップ）であることを気にしている。
ヴァルカン・ユニット
「Alice-4」鷹栖秋帆が装着するVITAユニット。両腕に装備したアームリヴォルバーキャノン「ヘルハウンド」「サラマンダー」を武器とする射撃主体の中距離戦向き形態。また、射撃時の反動エネルギーを飛行能力に変換するマント型装備「リフレクションヴェール」で短時間ではあるが飛行することも可能。
アトミック=アサルト=アーム
BRAアーマーからのエネルギー充填で威力を増した両腕の銃を利用しての打撃技攻撃。

### 聖リデル学園生徒・教師・関係者
SAKI（サキ） / 霧島 紗姫（きりしま さき）
第8話から登場。カンパニーが対ERROS兵器として開発した合成人間（バイオロイド）。「SAKI」は紗姫の名前と同時に「Single Assault‐unit of Keyless‐waking and Internal nanomachine‐weapon（単独起動式強襲型ナノマシン兵装軍用ユニット）」の略称で、コードネームは「SR-1」。
カンパニーの孤児院で志楼と一緒に生活していた少女・霧島紗姫が志楼を守って死亡した後、ナノマシン制御実験の第1号被験者だった紗姫の遺伝子を元に開発された量産型戦闘ユニット。
SAKIとなってからは過去の記憶はほとんど失われ、戦闘兵器としての思考しか持っていなかったが、弟のように可愛がっていた志楼の記憶だけは潜在意識内にわずかに残っていた。
VITA1号の真央＆志楼との模擬戦闘の途中で過去の記憶と自我が少し現れたことにより、暴走状態に陥ったが志楼と真央によって救われた。模擬戦闘後、失敗作としてカンパニーから廃棄処分されそうになったところを綾子が引き取り、使いこなして調教しろと志楼に押し付けられた。また、模擬戦闘終了の際に精神が幼児退行している模様。
真央達VITAと違いパートナーたるオペレーターなしの単独でERROSと戦うことができ、自分の意思で身体にまとった各種兵装・装甲を展開可能。空中飛行も可能で、ミサイルや目から発するビーム兵器などの長距離戦向き重火器を多数装備し、1体の戦闘スペックはVITA以上とされるが、戦闘中に分析・指示を冷静にできるオペレーターがいない点で頭脳戦や敵のかく乱攻撃には対応が弱く、VITAに及ばなかった。
エネルギー源は人間と同じ食事で、好物は巨大サイズのオニギリ（米）だが、燃費が悪くかなりの大食漢。夜には学園寮の食堂に忍び込んでつまみ食いもしたがる。
榊 綾子（さかき あやこ）
声 - 松浦チエ
聖リデル学園の女教師で、カンパニーの教官でもある。自身も学園の出身。学園に転入した志楼の担任兼直属上司となった。学内に「特別生徒指導室」とは名ばかりの拷問部屋を持っている。
なりゆきで学園に来た志楼をそのまま強制的に転入させ、オペレーターとして少女達をアリスとして自在に操る命令を与えた。
担任を受け持つ志楼らのクラスでは鞭を使って女生徒達に体罰を交えた厳しい指導をとるが、志楼に対しては女生徒達をアリスとしてうまく操るために、全員を性的に支配してしまえとけしかける。
近衛 真琴（このえ まこと）
声 - 小林ゆう
聖リデル学園中等部2年の14歳の女生徒。奏に仕えるオクザキ流忍者の一員で、奏の世話をしている。
オクザキ流全員とともに奏に忠誠を誓い、常に危険や敵から守る。奏のためなら自分の命も惜しまない。黒魔術で志楼を生け贄にしかけたのも真琴の提案による。
数々の忍術を使い、生身ながら並外れた戦闘能力を持つが、アリスではないためVITAユニットで合体はしない。

### 中華帝国関係者
劉 飛龍（りゅう ふぇいろん）
カンパニー最大のスポンサー「中華帝国」より聖リデル学園に派遣された軍人で、表向きは志楼たちのクラスの副担任として派遣された。中華帝国製VITAのオペレータでもある。
第15話にて反乱を起こすも志楼のVITA1から4の4体同時合体（マキシマムセクストラスト）の目撃し狼狽え、長城砲（グレートウォールキャノン）で攻撃するも志楼達4人のVITAによる「超絶対合体弾（Varicnt Ineegrating Terminate Attack）」により撃破される。
劉 美牙（りゅう めいや）
飛龍の妹だが実際は中華帝国の命令でそう名乗っているだけで、元々は軍に引き取られて兵士としての教育を受けた孤児。表向きは志楼たちのクラスへの交換留学生として入学することになった。
クールな性格だが実は重度のオタク（飛龍には下劣な趣味と評されているため、当初は隠していた）であり、それがきっかけで真央とも意気投合する。
中華帝国製VITA「蓮華（レンファ）ユニット」の適合者（アリス）で装着者。第15話にて反乱を起こすも志楼のVITA1から4の4体同時合体（マキシマムセクストラスト）の目撃するも、長城砲（グレートウォールキャノン）で攻撃するも志楼達4人のVITAによる「超絶対合体弾（Varicnt Ineegrating Terminate Attack）」により撃破される。
2カ月後にリデル学園の裏山で潜伏生活し捕獲され、生存が判明する。志楼の願いで、綾子から従順なメイドに仕立て上げる命令が下るが、メイドの技術を日本のアニメで培った知識で完璧に勉強していた。捕獲された1週間後の自衛軍祝賀記念パーティにて戦利品とし登場するも、中華帝国軍残党の乱入・自爆に巻き込まれるが志楼のお蔭で無傷。
建物の崩落で、身を挺して志楼を守った。現在は志楼のメイドに。
「ドール・オブ・ビューティー」と言う「ゲーム」ではWR（ワールド・ランキング）2位「四神」。
中華製VITAユニット/蓮華（レンファ）ユニット
カンパニーの技術をもとに中華帝国軍が作り上げたVITAユニット。美牙が装着、飛龍がオペレーターを務める。
開発コードは「蓮華（Lian-Hus）」。起動キーは「融・機・合・身」・「機・身・融・合」・「機・神・融・合」（飛龍）/「S-extract」（志楼）。
中華帝国独自の情報圧縮技術によりVITA1から4までの各フォームを、1つのEGGシステムへ多重内包することに成功。
5.7マイクロ秒で「朱雀」、「青龍」、「白虎」、「玄武」と呼ばれる4つの形態に換装し、それぞれの特性を利用して状況にあった戦法をとることが可能。
単機で戦闘の全局面に対応可能。また開発段階から指揮官機として設計されている。
太極天・朱雀（たいきょくてん・すざく）
VITA1号に近い特性を持つ、空中戦及び剣での接近戦主体の形態。
ユニットの2枚のウイングが変形した武器「超重剣（ちょうじゅうけん）」正式名称は「朱雀刀」である（美牙が勝手に改名した）。
超重斬（ちょうじゅうざん）
超重剣を用いた必殺技。元ネタはこちら。
太極天・青龍（たいきょくてん・せいりゅう）
VITA2号に近い特性を持つ、防御能力重視の形態。
必殺・雷電的弩矢神撃（ゴットゴーガン）
弓を用いた必殺技。元ネタはこちら。
太極天・白虎（たいきょくてん・びゃっこ）
VITA3号に近い特性を持つ、高速の地上戦形態。
太極天・玄武（たいきょくてん・げんぶ）
VITA4号に近い特性を持つ、火力攻撃主体の形態。
戦紅者（せんこうしゃ）
美牙のユニット技術を更に流用して中華帝国が作った、簡易型VITAユニット装着の量産型人型戦闘機（りょうさんがたアンドロイド）。
大部隊で一時は学園を制圧しかけたが、志楼＆真央のVITA1号に42体が一瞬で撃破され、残りも同時合体した4体のVITAによる猛攻で全滅した。

### アメリカ関係者
クリス・シェパード
アメリカ製VITAのオペレータであり、アメリカ製VITAは「α-VITA」の適合者（アリス）で装着者の14歳の少女。
アンジーの妹で、志楼曰く男性と勘違いするくらい「凛々しい」。
アンジー・シェパード
クリスの姉で「Ω（オメガ）プロジェクト」の責任者。
アメリカ製VITAは「Ω-VITA」の適合者（アリス）で装着者。
ジュリア・キャロル
アメリカ製VITA「Ω-VITA」開発主任。
シルヴィ・キャロル
アメリカ製VITA「Ω-VITA」開発主任。ジュリアと違いお団子頭。
アメリカ製VITAユニット
カンパニーの技術をもとにアメリカが作り上げたVITAユニット。素体は「α」・「Ω」共に同じ。
α-VITA
クリスが装着、志楼がオペレーターを務めた。起動キーは「S-extract」。
重武装系VITA。全VITA中で最強の火力を誇る。カラーは星条旗イメージ。
両腕にオノが装着、両肩と両脹脛にミサイルポット、バーニアにはガトリング、プロペラントブースターの上部にミサイルポットが装着されている。
秘密兵器としてプロペラントブースターの中に、反粒子弾頭が封印されている。
フレイム・インフェルノ
全兵装により秒間6800発のナノナパーム弾による飽和火力攻撃。
Ω-VITA
アンジ―が装着、紗姫が一時的オペレーターを務めた。起動キーは「Organized」。
高機動型でステルス戦闘機風に。
背中の小翼は一枚一枚がブーメランに、腰のウイングの先端が外れカマになる。
謎の結晶「Ω-コア」をVITAの制御系に搭載したユニット。オペレーター不要のVITAとして開発されたが、「Ω-コア」の正体が制御されたエラーズの結晶体と判明。
「Ω」がエラーズとしての本能に目覚めた。
「Ω-コア」と装着者であるアンジ―を分離させた。「α-VITA」の秘密兵器の攻撃により「Ω」は消滅。

### エラーズ関係者
霧島 紗姫（きりしま さき）（オリジナル）
第8話から登場。「VITA」と「SAKI」の模擬戦闘（デモンストレーション）会場に、謎の女性として登場。
第10話では学園の立ち入り禁止区域にてSAKIと戦闘。第13話・第14話では立入禁止の旧VITA実験施設で、真央達と戦闘。
カンパニーの孤児院で志楼と一緒に生活していた、SAKIのオリジナルである「霧島紗姫」本人。
本人曰く「志楼を守って死亡した後、ナノマシンの力が自分（紗姫）を復活させ、ヒトとエラーズが融合した彼らを総べる存在」として復活した。

## 舞台
聖リデル学園（セントリデルがくえん）
表向きは純粋培養の環境で女生徒をお嬢様に教育するために新東京に作られ、世界中から少女達を集めて教育する女学校だが、実は「カンパニー」の最高秘密機関で、ERRORSと戦う少女兵士「アリス」を養成するために作られた育成機関。
学園の女生徒も全員アリスに育てることを目的に集められている。
女学校だが、たとえ間違いでも一度入学したら2度と出られないというほどの徹底した機密保持を理由に、VITAユニットを持ってきた志楼も強制的に転入させられ、唯一の男子生徒となる。
学園の女生徒として佐藤・吉野らの漫画「舞-乙HIME」のキャラクターが多数カメオ出演している。
カンパニー
この世界で、軍隊の秘密部隊にあたる組織。ERRORSの脅威に対抗するためのVITAユニット開発と、それを操って戦うことができるアリスの育成が主な目的。
ユニット以外の重火器を持った男性兵士の部隊も存在するが、直接ERRORSと戦うことは任務外としているばかりか、ERRORSやユニットを目撃した人間をもERROSごと爆弾で抹殺、証拠隠滅しようとするなど、民間人を守るための組織という意識は持っていない。
中華帝国（ちゅうかていこく）
カンパニーに出資していた軍事国家。カンパニーが開発したVITAユニットの技術をもとに、中華製ユニットや量産型アンドロイドを作り上げる。
その真の目的はカンパニーを含む日本の征服で、ついには大部隊で聖リデル学園を手始めに日本制圧を狙ったが、同時合体に成功したVITA4体の猛反撃に遭い侵攻した部隊は壊滅した。しかし、その中華帝国にカンパニーを狙わせた陰にもERRORSが存在していた。
新東京（しんとうきょう）
ナノハザードで破壊された旧東京から隔離した環境に作られた都市。ハザードから生き延びた人々がERRORSの脅威から逃れて暮らしていたが、そこにもERRORSが出現を始めることになる。
旧東京（きゅうとうきょう）
20XX年のナノハザードで壊滅した都市。直後に現れたERRORSの被害を食い止めるため、ERRORS発生源（エリア・ゼロ）を中心とした一帯はT+焼夷弾（テルミットしょういだん）で焼き払われ、ERRORSを閉じ込める形で周辺都市からは完全に隔離された死の世界となった。

## 武器・その他
VITA（ヴィータ）
正式名称は Variable Installed Tactical Attachment（可変装着式戦術外殻=かへんそうちゃくしきせんじゅつがいかく）と総称される、ERRORSと戦うためにカンパニーが開発した武器防具一体型の装備。
起動させて「アリス」と呼ばれる少女が装備することで、単独でERRORSと戦えるだけの戦闘能力を持つことができる。防具として装備した体の各パーツはそれぞれ分離変形させて武器にもなる。
志楼が持つVITAユニットにカードキーをセットすることで、アリスとなる少女の体に装着される。装着はアリス一人では不可能なため、オペレーターとしてアリスの心身状態や武器、戦闘パターンをコントロールするパートナーが必要であり、志楼が各アリス全員のオペレーターを努めている。
直接の戦闘、行動は装着者のアリスが判断・実行するが、それらの優先決定権もオペレーターにあるらしく、志楼が強制的に装着者であるアリスの意思を抑えこんでVITAの全行動を操作することも可能。
合体した状態ではオペレーターの志楼もアリスの肉体感覚や生理現象も共有してしまうため、パートナーとなる少女にとっては非常に恥ずかしい場合もある。
VITAユニットが複数のアリスとの合体命令を同時に受けた場合、システムエラーを起こし、志楼の身体が次元の狭間に飛ばされてしまうこともあったが、15話で志楼が4人のアリスと同時に合体・戦闘を成功させた。
起動前のユニットは格納したトランクごと志楼の左手に手錠で繋がれ、アリス以外の生徒や一般人には極秘扱いだったが、これも15話で事実上全生徒に知られ公然の秘密となった。
ERRORS（エラーズ）
ナノハザードと呼ばれる災害直後に現れた巨大怪物の総称。遺伝子変異による巨体と、人間を襲う性質から「特A指定災害生物」として、隔離のために旧東京に閉じ込められていたが、新東京にも出現を始めた。
一部のERRORSは人間に変装して人語を話し、VITAユニットやオペレーターである志楼を狙い、更にアリスやSAKIの武装を無効化するナノマシン阻害能力を持った個体も出現するなど、何らかの目的と高い知能を持って動いている節が見られる。
チグリスフラワー
第4話に登場した巨大な花型の吸血植物ERRORS。名前と設定の元ネタはウルトラマンタロウ第1話登場の怪獣チグリスフラワー（アストロモンス）。

## 書誌情報
- 樋口達人・吉野弘幸（原作）・佐藤健悦（作画）『VITAセクスアリス』 秋田書店〈チャンピオンREDコミックス〉、全6巻。
  1. 2008年9月19日発売 ISBN 978-4-253-23381-1
  2. 2009年8月20日発売 ISBN 978-4-253-23382-8
  3. 2010年5月20日発売 ISBN 978-4-253-23382-8
  4. 2011年6月20日発売 ISBN 978-4-253-23384-2
  5. 2012年12月20日発売 ISBN 978-4-253-23385-9
  6. 2013年10月18日発売 ISBN 978-4-253-23386-6